# Чумичево
Чумичево — деревня в Клинском районе Московской области, в составе Воронинского сельского поселения. Население — 13 чел. (2010). До 2006 года Чумичево входило в состав Воронинского сельского округа
Деревня расположена в северной части района, примерно в 18 км к северо-востоку от райцентра Клин, на ручье Сарповский, правом притоке реки Лутосня (правый приток Сестры), высота центра над уровнем моря 208 м. Ближайшие населённые пункты — Боблово на юго-востоке и Мишнево на юго-западе.

## Население
| 2002 | 2006 | 2010 |
| ---- | ---- | ---- |
| 14   | →14  | ↘13  |